# Cerro Piergiorgio

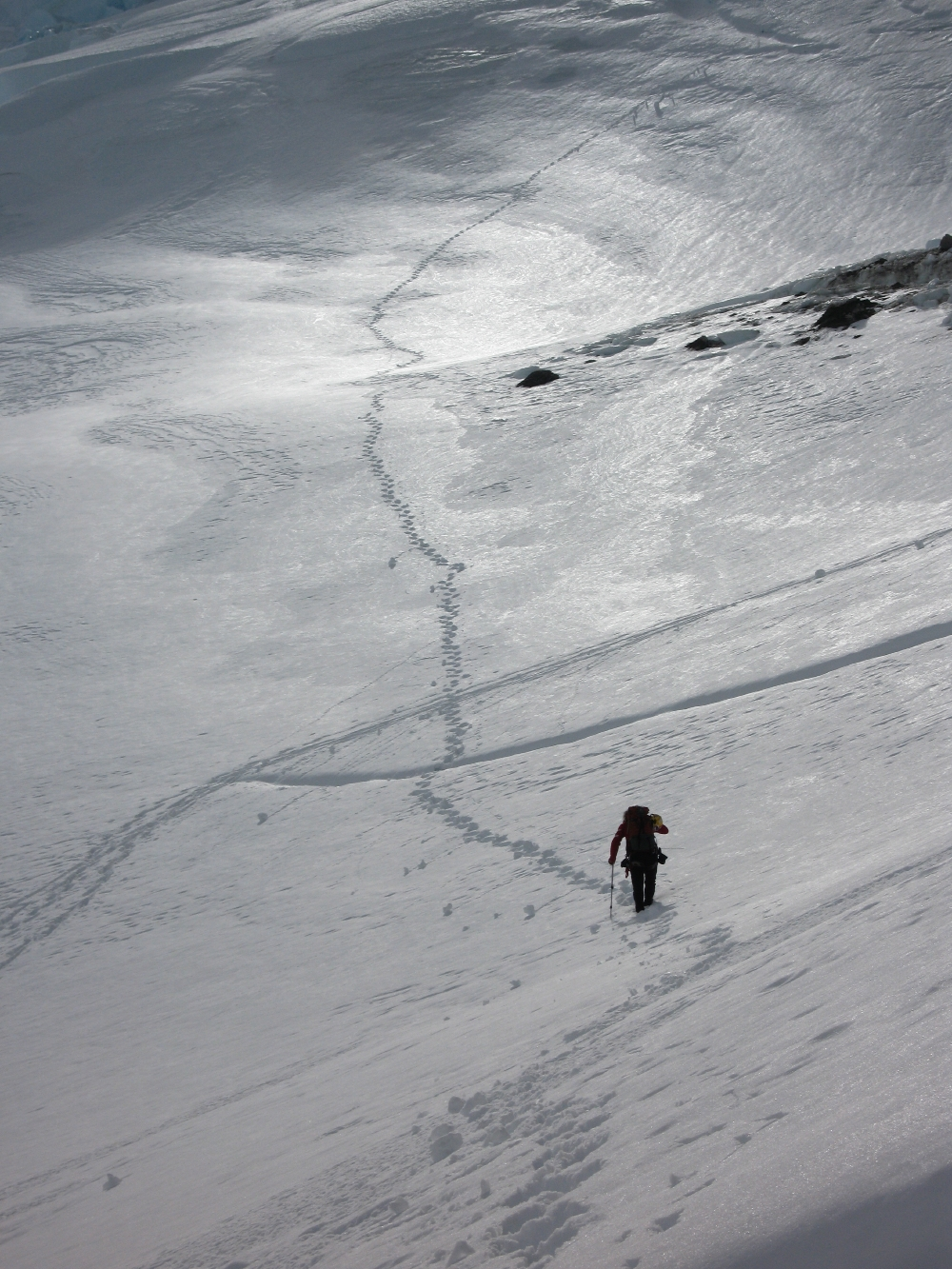
L'avvicinamento al Cerro Piergiorgio

Mappa dei rilievi in zona

Il Cerro Piergiorgio è una montagna alta 2 719 m situata al confine tra Argentina e Cile, nella regione della Patagonia nel gruppo del Fitz Roy. La parete nord ovest del Cerro Piergiorgio è una big wall di granito strapiombante alta quasi novecento metri, aperta all’immensa distesa ghiacciata dello Hielo Continental sulla quale sono state aperte varie vie estreme di alpinismo.

## Toponimo
La montagna fu chiamata cosi dal missionario salesiano ed esploratore Alberto De Agostini durante una delle prime esplorazioni della zona nell'estate del 1935 in onore di Pier Giorgio Frassati (1901-1925).